# Tommy Tune
Tommy Tune (ur. 28 lutego 1939 w Wichita Falls) – amerykański aktor, tancerz, śpiewak, choreograf, reżyser i producent teatralny. Zdobywca 9 Nagród Tony i National Medal of Arts.

## Życiorys

### Wczesne lata
Urodził się w Teksasie. Jego rodzicami byli Jim Tune - pracujący na platformie wiertniczej, trener koński i restaurator oraz Eva Mae Clark (nazwisko zostało skrócone z „Tunesmith”). Uczęszczał do Lamar High School w Houston i metodystycznego Lon Morris College w Jacksonville (Teksas). Uczył się tańca pod kierunkiem Patsy Swayze w Houston. Uczył się również tańca pod kierunkiem Kit Andree w Boulder (Kolorado). Kontynuował naukę, zdobywając w 1962 tytuł licencjata na University of Texas at Austin i kontynuując studia magisterskie na Uniwersytecie w Houston. Następnie przeprowadził się do Nowego Jorku, aby rozpocząć karierę.

### Kariera zawodowa
W 1965 zadebiutował jako wykonawca na Broadwayu w musicalu Baker Street. Po raz pierwszy zdobył uznanie za reżyserię i choreografię do musicalu The Best Little Whorehouse in Texas w 1978. Wyreżyserował i/lub stworzył choreografię dla 8 broadwayowskich musicali. Wyreżyserował nowy musical Turn of the Century, który miał premierę 19 września 2008 w Goodman Theatre w Chicago i miał ostatnie przedstawienie 2 listopada 2008.
Tune wyreżyserował off-brodwayowskie musicale The Club i Cloud Nine. Odbywał tournée po Stanach Zjednoczonych z musicalem Busker Alley w latach 1994–1995 i z adaptacją sceniczną filmu Dr. Dolittle w 2006.
Jest jak do tej pory (2014) jedyną osobą, która zdobyła Tony Award w tej samej kategorii (najlepsza choreografia i najlepsza reżyseria musicalu) w dwóch kolejnych latach (1990 i 1991) i pierwszą, która zdobyła tę nagrodę w czterech kategoriach. Łącznie zdobył 9 nagród Tony.

## Wybrana filmografia
seriale
- 1970: Nanny and the Professor jako Ernie Lewis

film
- 1969: Hello, Dolly! jako Ambrose Kemper
- 1971: Boy Friend jako Tommy
- 1977: Mini Bluette...fiore del mio giardino

we własnej osobie
- 2003: Broadway: The Golden Age, by the Legends Who Were There jako on sam
- 2008: Hollywood Singing and Dancing: A Musical Treasure jako on sam
- 2011: Carol Channing: Larger Than Life jako on sam

## Wyróżnienia
Został dziewięciokrotnie uhonorowany nagrodą Tony, a także posiada swoją gwiazdę na Hollywoodzkiej Alei Gwiazd.